# 舊小基隆
舊小基隆，原稱小基隆舊庄，是新北市三芝區的一個地名，也是全區行政中心所在地，位於該區中部及西北部，範圍大致包括古庄里、埔頭里不含東部凸出部分、八賢里。

## 歷史
台灣清治末期至日治前期，舊小基隆地區為一街庄，稱為「小基隆舊庄」，隸屬於芝蘭三堡。該庄輪廓大致為東南窄而西北寬的狹長形，東與小基隆新庄為鄰，南邊為土地公埔庄，西南邊為錫板庄，西北邊臨海。
1901年（日治明治三十四年）11月，該庄隸屬於臺北廳，編入第三十區。1906年（明治三十九年）1月，第二十九的部分街庄及第三十區的全部街庄合併為「小基隆區」，該庄屬之。1920年（大正九年），該庄改制並改名為「舊小基隆」大字，隸屬於臺北州淡水郡三芝庄，大字下有「埔頭」、「山豬堀」、「舊庄」、「四棧橋」、「茂興店」、「八連溪」小字名。
戰後三芝庄改制為三芝鄉，隸屬於臺北縣，大字亦改制為村。2010年12月，臺北縣升格為新北市，三芝鄉改制為三芝區，村亦改制為里。由於人口增加，該地區已細分為多個里，其中埔頭里中部偏東地區發展成為今日三芝市區的一部分。

## 交通
省道台2線經過舊小基隆地區中北部，往東轉東北可前往石門、金山、萬里、基隆等地，往西南轉南可前往淡水，再轉東南可在竿蓁林接省道台2乙線前往北投、士林、台北市區，後續亦可接洲美快速道路、環河南北快速道路快速進入台北市區。
市道101號經過本地區中部，往北可在新小基隆接省道台1線，往南可前往北新庄子、淡水市區。

## 學校
- 三芝國中（大部分）
- 三芝國小（部分）

## 廟宇
- 三芝福成宮